# Franjo Jurčec
Franjo Jurčec (Hodošan, 1. prosinca 1936.) hrvatski je kazališni, televizijski i filmski glumac.

## Filmografija

### Televizijske uloge
- "Bogu iza nogu" kao deda Franjo (2020.)
- "Dolina sunca" kao Mihić (2009. – 2010.)
- "Zakon!" kao sanitarni inspektor (2009.)
- "Sve će biti dobro" kao Pišta (2008. – 2009.)
- "Mamutica" kao susjed (2008.)
- "Zauvijek susjedi" kao Adolf "Koma" Komer (2007. – 2008.)
- "Mamutica" kao Župan (2006.)
- "Odmori se, zaslužio si" kao bravar (2006.)
- "Bumerang" kao župnik #1 (2006.)
- "Bitange i princeze" kao Tin Janović (2005.)
- "Zlatni vrč" kao lovac (2004.)
- "Operacija Barbarossa" kao portir (1990.)
- "Putovanje u Vučjak" (1986.)
- "Inspektor Vinko" kao Mort (1984.)
- "Naše malo misto" (1970.)

### Filmske uloge
- "ZG80" kao (stari) gospodin (2016.)
- "Metastaze" kao Krpin susjed (2009.)
- "Ko živ, ko mrtav" (2005.)
- "Slučajna suputnica" kao Kuštreba (2004.)
- "Ajmo žuti" kao Car (2001.)
- "Je li jasno, prijatelju?" kao politički zatvorenik (2000.)
- "Treća žena" (1997.)
- "Vrijeme za ..." kao Joža (1993.)
- "Narodni mučenik" (1993.)
- "Čovjek koji je volio sprovode" (1989.)
- "Glembajevi" (1988.)
- "Osuđeni" (1987.)

### Sinkronizacija
- "Velika avantura malog dinosaura" kao profesor Horatio Tiberton (2009.)
- "Snjeguljica i sedam patuljaka" kao Srećko (2009.)
- "Legenda o Tarzanu" kao Profesor Porter (2009.)
- "Aladin" (franšiza) kao Sultan (2004.)
- "Pčelica Maja" kao Pavo (prva sinkronizacija) (2003.)
- "Tarzan" (serija) kao Archimedes Q. Porter

## Vanjske poveznice
- Franjo Jurčec u internetskoj bazi filmova IMDb-u (engl.)